# Ambia albobasalis
Ambia albobasalis là một loài bướm đêm trong họ Crambidae.